# Fuori dal coro (programma televisivo)
Fuori dal coro è un programma televisivo italiano di genere talk show, politico e rotocalco, in onda su Rete 4 dal 24 settembre 2018 con la conduzione di Mario Giordano. Inizialmente trasmesso nella fascia preserale fino al 7 giugno 2019, dal 4 luglio dello stesso anno viene trasmesso in prima serata. Il programma è giunto alla settima edizione e viene trasmesso in diretta dallo studio 5 del Centro di produzione Mediaset di Cologno Monzese.

## Il programma
Il programma, ideato e condotto da Mario Giordano e curato da Enrico Parodi, è realizzato dalla testata giornalistica italiana Videonews e tratta le vicende legate alla politica, all'economia e alla cronaca, con l'ausilio di servizi e della presenza di ospiti in studio e in collegamento, pronti ad intervenire sulle varie tematiche.
Dal 14 gennaio 2020 vengono realizzate varie coreografie da parte di alcuni collaboratori, mentre dal 7 settembre 2021, dalla terza edizione, il programma assume anche un carattere investigativo, trattando come argomento fisso l'occupazione abusiva di case.
Talvolta, dall'8 settembre 2020, sono presenti in studio figure di cartone, raffiguranti a volte individui appartenenti ad un certo ceto sociale o altre volte personaggi pubblici d'interesse per il programma (ad esempio, politici).
Le prime due edizioni del programma videro la presenza fissa, in collegamento video, della giornalista Luisella Costamagna, chiamata a dire la sua opinione su diverse questioni (durante la puntata del 27 marzo 2019 ci fu uno scontro acceso tra i due giornalisti sul tema della legge sulla legittima difesa); nella seconda edizione, però, i suoi interventi erano preregistrati e trasmessi all'interno del programma a discrezione del conduttore.

### Studi televisivi
| Studio televisivo                                              | Edizioni | Edizioni | Edizioni | Edizioni | Edizioni | Edizioni | Edizioni | Totale |
| Studio televisivo                                              | 1ª       | 2ª       | 3ª       | 4ª       | 5ª       | 6ª       | 7ª       | Totale |
| -------------------------------------------------------------- | -------- | -------- | -------- | -------- | -------- | -------- | -------- | ------ |
| Studio 11 del Centro di produzione Mediaset di Cologno Monzese |          |          |          |          |          |          |          | 1      |
| Studio 1 del Centro Safa Palatino, Roma                        |          |          |          |          |          |          |          | 3      |
| Studio 5 del Centro di produzione Mediaset di Cologno Monzese  |          |          |          |          |          |          |          | 6      |

## Edizioni
| Edizione | Anno      | Conduzione     | Periodo           | Periodo        | Puntate | Regia              | Studio                                                         | Studio                                                         |
| Edizione | Anno      | Conduzione     | Inizio            | Fine           | Puntate | Regia              | Studio                                                         | Studio                                                         |
| -------- | --------- | -------------- | ----------------- | -------------- | ------- | ------------------ | -------------------------------------------------------------- | -------------------------------------------------------------- |
| 1ª       | 2018-2019 | Mario Giordano | 24 settembre 2018 | 7 giugno 2019  | 156     | Donato Pisani      | Studio 11 del Centro di produzione Mediaset di Cologno Monzese | Studio 11 del Centro di produzione Mediaset di Cologno Monzese |
| 1ª       | 2019      | Mario Giordano | 4 luglio 2019     | 18 luglio 2019 | 3       | Donato Pisani      | Studio 1 del Centro Safa Palatino, Roma                        | Studio 1 del Centro Safa Palatino, Roma                        |
| 2ª       | 2019-2020 | Mario Giordano | 11 settembre 2019 | 23 giugno 2020 | 40      | Donato Pisani      | Studio 1 del Centro Safa Palatino, Roma                        | Studio 5 del Centro di produzione Mediaset di Cologno Monzese  |
| 3ª       | 2020-2021 | Mario Giordano | 8 settembre 2020  | 8 giugno 2021  | 36      | Donato Pisani      | Studio 5 del Centro di produzione Mediaset di Cologno Monzese  | Studio 5 del Centro di produzione Mediaset di Cologno Monzese  |
| 4ª       | 2021-2022 | Mario Giordano | 7 settembre 2021  | 24 maggio 2022 | 34      | Donato Pisani      | Studio 5 del Centro di produzione Mediaset di Cologno Monzese  | Studio 5 del Centro di produzione Mediaset di Cologno Monzese  |
| 5ª       | 2022-2023 | Mario Giordano | 30 agosto 2022    | 30 maggio 2023 | 35      | Donato Pisani      | Studio 5 del Centro di produzione Mediaset di Cologno Monzese  | Studio 5 del Centro di produzione Mediaset di Cologno Monzese  |
| 6ª       | 2023-2024 | Mario Giordano | 6 settembre 2023  | 19 giugno 2024 | 42      | Donato Pisani      | Studio 5 del Centro di produzione Mediaset di Cologno Monzese  | Studio 1 del Centro Safa Palatino, Roma                        |
| 7ª       | 2024-2025 | Mario Giordano | 11 settembre 2024 | 18 giugno 2025 | 39      | Marco Di Francesco | Studio 5 del Centro di produzione Mediaset di Cologno Monzese  | Studio 5 del Centro di produzione Mediaset di Cologno Monzese  |

### Prima edizione (2018-2019)
La prima edizione di Fuori dal coro, con la conduzione di Mario Giordano, è andata in onda su Rete 4 dal 24 settembre 2018 al 7 giugno 2019, ed era composta da puntate dalla durata di 20-25 minuti trasmesse dal lunedì al venerdì, in diretta dallo studio 11 del Centro di produzione Mediaset di Cologno Monzese. In questa edizione il programma era andato in onda fino al 14 dicembre 2018, per poi tornare dopo la pausa natalizia dal 21 gennaio al 7 giugno 2019.
Per varie proteste da parte del pubblico, secondo cui il programma durava troppo poco, dal 4 al 18 luglio 2019 sono state trasmesse tre puntate in prima serata, sempre su Rete 4, realizzate presso lo studio 1 del Centro Safa Palatino di Roma. Visti i buoni ascolti ottenuti da queste ultime, il programma è stato collocato nella fascia della prima serata per la stagione televisiva successiva.

### Seconda edizione (2019-2020)
La seconda edizione di Fuori dal coro, sempre con la conduzione di Mario Giordano, è andata in onda in prima serata su Rete 4 dall'11 settembre 2019 al 23 giugno 2020, in diretta dallo studio 1 del Centro Safa Palatino di Roma. Il giorno di messa in onda è cambiato più volte: nell'estate del 2019 era stato collocato al giovedì, dall'11 settembre al 6 novembre dello stesso anno al mercoledì e nuovamente il 25 marzo ed il 1º aprile 2020, mentre dal 12 novembre 2019 al 23 giugno 2020 è stato spostato al martedì. In questa edizione il programma è andato in onda fino al 17 dicembre 2019, per poi tornare in onda dopo la consueta pausa natalizia dal 7 gennaio al 23 giugno 2020. Dal 10 marzo al 23 giugno il programma è tornato ad andare in onda in diretta dallo studio 5 del Centro di produzione Mediaset di Cologno Monzese, ed è andato in onda senza pubblico in studio a causa delle misure di contenimento della pandemia di COVID-19.

### Terza edizione (2020-2021)
La terza edizione di Fuori dal coro, sempre con la conduzione di Mario Giordano, è andata in onda ogni martedì in prima serata su Rete 4 dall'8 settembre 2020 all'8 giugno 2021, in diretta dallo studio 5 del Centro di produzione Mediaset di Cologno Monzese. In questa edizione il programma è andato in onda fino all'8 dicembre 2020, per poi tornare in onda dopo la consueta pausa natalizia dal 12 gennaio all'8 giugno 2021. In questa edizione il programma è andato in onda senza pubblico in studio a causa delle misure di contenimento per la pandemia di COVID-19.

### Quarta edizione (2021-2022)
La quarta edizione di Fuori dal coro, sempre con la conduzione di Mario Giordano, è andata in onda ogni martedì in prima serata su Rete 4 dal 7 settembre 2021 al 24 maggio 2022, in diretta studio 5 del Centro di produzione Mediaset di Cologno Monzese. In questa edizione il programma è andato in onda fino al 7 dicembre 2021, per poi tornare dopo la consueta pausa natalizia dall'11 gennaio al 24 maggio 2022. Come nell'edizione precedente, anche in questa il programma è andato in onda senza pubblico in studio a causa delle misure di contenimento della pandemia di COVID-19.

### Quinta edizione (2022-2023)
La quinta edizione di Fuori dal coro, sempre con la conduzione di Mario Giordano, è andata in onda ogni martedì in prima serata su Rete 4 dal 30 agosto 2022 al 30 maggio 2023, in diretta dallo studio 5 del Centro di produzione Mediaset di Cologno Monzese. In questa edizione il programma è andato in onda fino al 29 novembre 2022, per poi tornare dopo la consueta pausa natalizia dal 10 gennaio al 30 maggio 2023. Da questa edizione il pubblico è stato rimosso.

### Sesta edizione (2023-2024)
La sesta edizione di Fuori dal coro, sempre con la conduzione di Mario Giordano, è andata in onda ogni mercoledì in prima serata su Rete 4 dal 6 settembre 2023 al 19 giugno 2024, in diretta dallo studio 5 del Centro di produzione Mediaset di Cologno Monzese (ad eccezione della puntata del 14 febbraio 2024, in cui è andato in onda dallo studio 1 del Centro Safa Palatino di Roma). Da questa edizione, il programma è ritornato ad andare in onda nella serata del mercoledì, in seguito dell'arrivo del nuovo programma È sempre Cartabianca con la conduzione di Bianca Berlinguer. In questa edizione il programma, a causa del buon successo di ascolti ricevuto, non si è fermato per la consueta pausa natalizia.

### Settima edizione (2024-2025)
La settima edizione di Fuori dal coro, sempre con la conduzione di Mario Giordano, è andata in onda ogni mercoledì in prima serata su Rete 4 dall'11 settembre 2024 al 18 giugno 2025, in diretta dallo studio 5 del Centro di produzione Mediaset di Cologno Monzese. In questa edizione il programma è andato in onda fino al 18 dicembre 2024, per poi tornare dopo la consueta pausa natalizia dall'8 gennaio al 18 giugno 2025.

### Ottava edizione (2025-2026)
L'ottava edizione di Fuori dal coro, sempre con la conduzione di Mario Giordano, andrà in onda ogni domenica in prima serata su Rete 4 dal 7 settembre 2025, in diretta dal Centro di produzione Mediaset di Cologno Monzese. 

## Programmazione
| Edizione | Rete televisiva | Anno      | Stagione          | Orario      | Durata    | Programmazione | Programmazione | Programmazione | Programmazione | Programmazione | Programmazione | Programmazione | Collocazione |
| Edizione | Rete televisiva | Anno      | Stagione          | Orario      | Durata    | L              | M              | M              | G              | V              | S              | D              | Collocazione |
| -------- | --------------- | --------- | ----------------- | ----------- | --------- | -------------- | -------------- | -------------- | -------------- | -------------- | -------------- | -------------- | ------------ |
| 1ª       | Rete 4          | 2018-2019 | autunno-primavera | 19:30-19:55 | 20-25 min |                |                |                |                |                |                |                | Preserale    |
| 1ª       | Rete 4          | 2019      | estate            | 21:25-00:55 | 190 min   |                |                |                |                | Prima serata   |                |                |              |
| 2ª       | Rete 4          | 2019-2020 | estate-estate     | 21:25-00:55 | 190 min   |                | [ N 6 ]        |                |                | Prima serata   |                |                |              |
| 3ª       | Rete 4          | 2020-2021 | estate-primavera  | 21:25-00:55 | 190 min   |                |                |                |                | Prima serata   |                |                |              |
| 4ª       | Rete 4          | 2021-2022 | estate-primavera  | 21:25-00:55 | 190 min   |                |                |                |                | Prima serata   |                |                |              |
| 5ª       | Rete 4          | 2022-2023 | estate-primavera  | 21:25-00:55 | 190 min   |                |                |                |                | Prima serata   |                |                |              |
| 6ª       | Rete 4          | 2023-2024 | estate-primavera  | 21:25-00:55 | 190 min   |                |                |                |                | Prima serata   |                |                |              |
| 7ª       | Rete 4          | 2024-2025 | estate-primavera  | 21:25-00:55 | 190 min   |                |                |                |                | Prima serata   |                |                |              |

## Ospiti ricorrenti
Nel programma ci sono degli ospiti, alcuni dei quali VIP, che tornano più volte all'interno del programma o intervengono in video collegamento, tra i ricorrenti ci sono: Iva Zanicchi, Orietta Berti, Vittorio Feltri, Paolo Del Debbio, Rita dalla Chiesa, Nicola Porro, Maria Teresa Ruta, Enrica Bonaccorti.

## Sigla
La sigla del programma, fino al 27 ottobre 2020, era la seconda parte del brano Another Brick in the Wall, contenuto nell'album The Wall, del gruppo musicale britannico Pink Floyd. Dal 3 novembre 2020 all'8 giugno 2021 è stata sostituita dal brano Believer del gruppo musicale statunitense Imagine Dragons. Dalla quarta edizione la sigla è una versione della Haka.

## Controversie
Il programma ha ricevuto critiche a causa della diffusione di presunte notizie false senza contraddittorio o smentita, e in generale di disinformazione, riguardo vari argomenti, tra cui la somministrazione di vaccini, il cambiamento climatico e l'ambiente.

## Parodie
Nella stagione 2019-2020 del programma di Rai 2 Quelli che il calcio è stata presente una parodia del programma dal titolo Fuori dal coro oltre, con l'imitazione di Mario Giordano da parte del comico Ubaldo Pantani. 
Un'altra parodia dal titolo Fuori dal vaso è presente nel programma Splendida cornice, in onda su Rai 3 con la conduzione di Geppi Cucciari.